# 佐藤康博
佐藤 康博（さとう やすひろ、1952年4月15日 - ）は、日本の銀行家。みずほフィナンシャルグループ元取締役会長。経団連副会長。
みずほFG取締役・執行役社長・グループCEO、みずほコーポレート銀行取締役頭取、みずほ銀行取締役頭取などを歴任した。

## 来歴

### 生い立ち
1952年生まれ。東京都出身。
麻布中学校・高等学校を卒業。バドミントン部では三菱商事16代社長の小林健の後輩。丸紅取締役会長の國分文也は麻布の同級生である。
その後、東京大学経済学部に入学。大学時代は武田隆夫ゼミに入り、東京海上日動火災社長の北沢利文や東海旅客鉄道会長の柘植康英らとゼミ活動をし、同大学を卒業した。

### 銀行家として

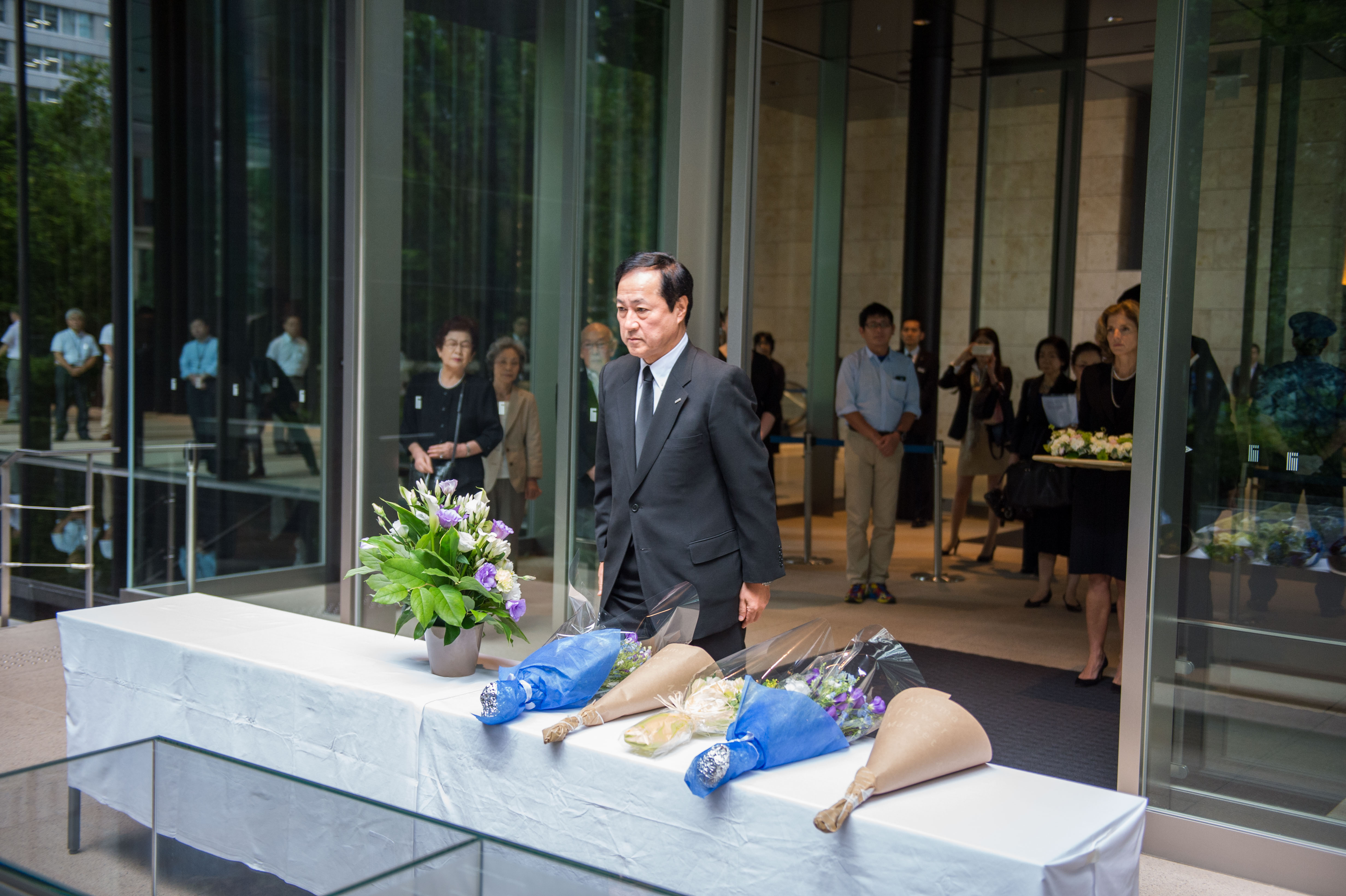
2014年9月10日、アメリカ同時多発テロ事件で犠牲となった富士銀行職員の慰霊碑に拝礼

旧日本興業銀行出身。2009年からみずほコーポレート銀行頭取、2011年からみずほフィナンシャルグループ社長、さらに2013年からはみずほ銀行頭取を兼務し、新たな中期経営計画のテーマである「Ｏｎｅみずほ」に沿って、グループ内連携の強化を狙いガバナンスの強化と意思決定の迅速化に向けるべく、改革の緒に就く。2009年度1億2200万円、2012年1億1600万円の役員報酬を受けた。
2013年9月27日、みずほ銀行暴力団融資事件に関し金融庁から業務改善命令を受けた。この件では、当初、記者会見で「参考資料を見た記憶や説明を受けた記憶もない。」と、金融庁に対して説明していた。2013年10月8日、「取締役会にオリコの反社取引についてと題する資料の提出があった」など、「2011年7月以降は知りうる立場にあった」ことを記者会見で認めた。内閣日本経済再生本部産業競争力会議委員などの公職を辞任したことも、明らかにした。
翌9日に金融庁から異例の追加報告提出命令が出され、10日には菅義偉内閣官房長官が会見で「金融庁への報告が違っていたのは極めて遺憾だ。」と述べた。業務改善命令に先立つ2013年3月に旧富士銀行出身者全員をみずほフィナンシャルグループ副社長やみずほ銀行副頭取から外す人事が行われており、元大蔵省大臣官房金融検査部金融検査官の高橋洋一などは、事件発覚の端緒は、佐藤頭取兼社長に対抗する他派閥からのリークではないかとする。
2014年1月、「2014年4月1日付で佐藤がコーポレート銀行の頭取を退任し、フィナンシャルグループの社長を続投すること」が発表された。コーポレート銀行の頭取には林信秀副頭取が就任した。2014年4月22日、大田弘子元経済財政担当相を取締役会議長に迎え、みずほFGで財務担当の副社長を副議長に据えて、委員会設置会社へ移行させた。2018年4月、みずほFG取締役会長兼執行役に退く。同年6月、執行役を退任。
2022年4月、みずほ銀行の相次ぐシステム障害の経営責任をとり会長を退任。

## 略歴

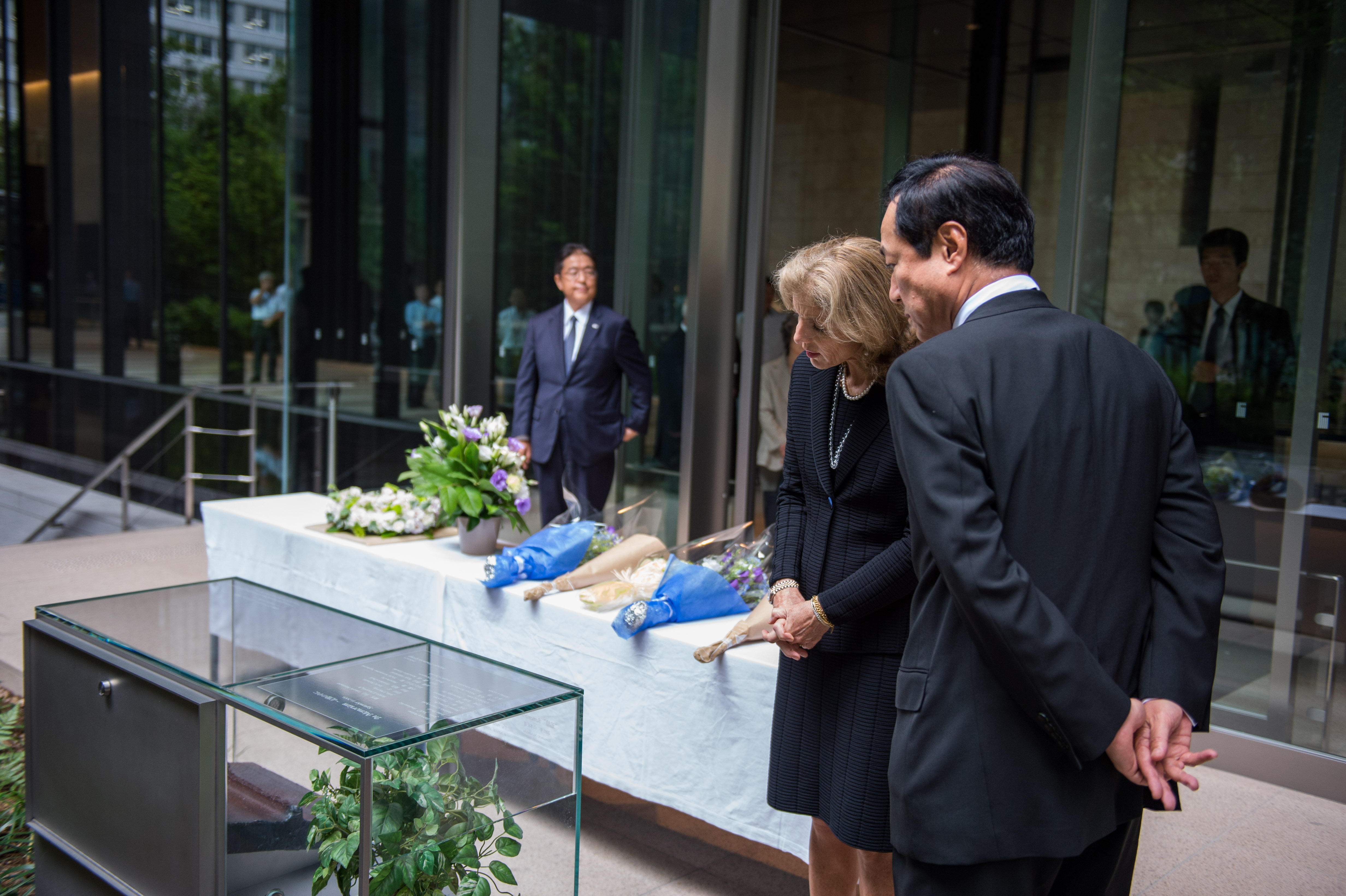
2014年9月10日、日本駐箚アメリカ合衆国特命全権大使キャロライン・ケネディ（中央）に対して、アメリカ同時多発テロ事件で犠牲となった富士銀行職員の慰霊碑について説明

- 1976年 - 東京大学経済学部卒業後、日本興業銀行入行。仙台支店配属[15]。その後、総合企画部長等を歴任する。
- 2002年 - みずほコーポレート銀行国際企画部長、インターナショナルバンキングシニアコーポレートオフィサー
- 2003年 - 同執行役員国際企画部長、インターナショナルバンキングシニアコーポレートオフィサー
- 2004年 - 同常務執行役員
- 2006年 - 同常務取締役兼常務執行役員
- 2007年 - 同副頭取兼副頭取執行役員（内部監査統括役員）
- 2009年 - 同取締役頭取、みずほフィナンシャルグループ非常勤取締役
- 2011年 - みずほフィナンシャルグループ社長、みずほ銀行非常勤取締役
- 2013年 - みずほ銀行頭取
- 2014年 - みずほFG取締役兼執行役社長グループCEO、みずほ銀行・みずほ信託銀行・みずほ証券非常勤取締役
- 2015年 - 一般社団法人全国銀行協会会長
- 2018年 - みずほFG取締役会長